# 宮 パレス 〜時をかける宮女〜
『宮 パレス 〜時をかける宮女〜』（パレス ときをかけるきゅうにょ、原題：宮鎖心玉）は、中国のテレビドラマ。2010年7月10日から撮影開始。2011年1月29日から、中国湖南衛視より放送。
DVD版は35話、TV版は39話。
2012年にはキャストを一新して雍正帝の時代を舞台にした続編『宮 パレス2〜恋におちた女官〜』（原題：宮鎖珠簾）が放送された。

## キャスト

### 主演
- ヤン・ミー - 洛晴川 役、花影 役

### その他のキャスト
- ウィリアム・フォン - 胤禩 役
- 何晟銘 - 胤禛（後の雍正帝） 役
- 郭羨妮 - 僖嬪 役
- 佟麗婭 - 年素言 役
- 湯鎮業 - 康熙帝 役
- 劉雪華 - 徳妃 役
- マギー・シュウ - 良妃 役、赫舎里皇后 役
- 馬文龍 - 胤禟 役
- 茅子俊 - 胤禵（中国語版） 役
- 王翔弘 - 顧小春（後で年羹堯の名を取る）役
- 徐麒雯 - 金枝 役
- 宗峰岩 - 胤礽 役
- 張彤（中国語版） - 冰月格格（中国語版） 役
- 習雪 - 凝香 役
- 李沁東 - 年羹堯 役
- 呂一 - 銀霜 役
- シェン・バオピン - ロンコド 役
- 劉芳 - 洛晴川の母親 役
- 朱亜英 - 林非凡の母親 役
- 厳寛 - 林非凡 役

## 挿入歌
- オープニング曲：ヤン・ミー、何晟銘 - 愛的供養
- エンディング曲：何晟銘 - 見或不見
- 挿入歌：明月